# Odontocera annulicornis
Odontocera annulicornis là một loài bọ cánh cứng trong họ Cerambycidae.